# Paul Willis
Paul Willis (* 1950 Wolverhampton) je představitel kulturálních studií ve Velké Británii.
Navazuje na dílo Raymonda Williamse a marxismus.
Jeho nejznámější prací je Learning to Labour (1977), v níž se zabývá tím, jak mladí muži z dělnických rodin přijímají identitu dělníka. Willis se domnívá, že tak činí pod tlakem mocenských mechanismů třídní společnosti.
Willis patří k okruhu autorů kolem vlivného Centra pro současná kulturální studia v Birminghamu.